# Pola ryżowe

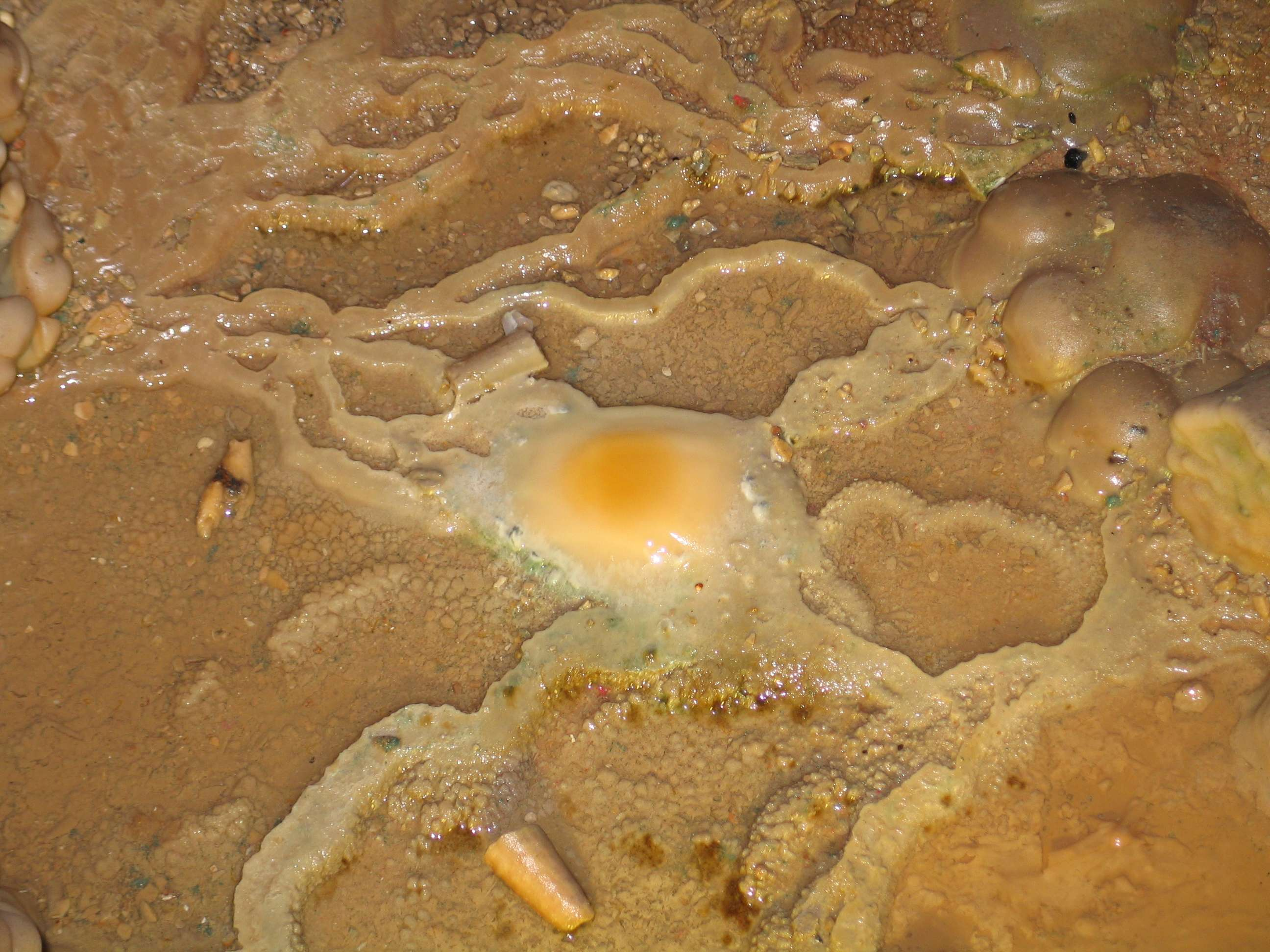

Pole ryżowe – rodzaj nacieku jaskiniowego zaliczany do grupy nacieków miękkich. Powstaje z mleka wapiennego na poziomych lub mało stromych ścianach jaskiń. Typowe pole ryżowe składa się z licznych, tarasowato ponad sobą ułożonych płytkich miseczek. Przypomina położone na tarasach wzgórza poletka ryżowe, i stąd pochodzi jego nazwa. 
Pola ryżowe i nacieki wełniste to najczęściej występujące formy nacieków powstających z mleka wapiennego. W literaturze angielskiej obejmowane są wspólną nazwą rimstone deposits. W Polsce pola ryżowe występują np. w jaskini Szczelina Chochołowska. Zbudowane są z mikrokrystalicznej odmiany mleka wapiennego. Budujące je mikrokryształki kalcytu mają średni wymiar 0,006 mm. Bardzo rzadko trafiają się dłuższe pręciki dochodzące do 0,09–0,15 mm. Dno miseczek tworzących pole ryżowe zazwyczaj jest poziome i równe. Połową swojego obwodu wał miseczka przylega do wału sąsiedniej, pozostała część jest zazwyczaj falista. Wał po niższej stronie ma wysokość  2–3 mm, po wyższej  3–6 mm. Wszystkie miseczki, z nielicznymi wyjątkami mają mniej więcej podobne wymiary. Pojedyncza miseczka ma długość kilka cm, długość największej dochodziła do 20 cm.
Pola ryżowe występują na poziomych lub lekko nachylonych (0 do 20°), ale nieprzewieszonych ścianach jaskiń i zawsze blisko stropu. Na ścianach silniej nachylonych zamiast pól ryżowych tworzą się nacieki wełniste, a na ścianach pionowych żebra naciekowe i zasłony – te ostatnie głównie na ścianach przewieszonych. Proces przechodzenia między poszczególnymi formami odbywa się stopniowo, w miarę nachylania się stoku.